# Dolichopus amurensis
Dolichopus amurensis är en tvåvingeart som beskrevs av Stackelberg 1930. Dolichopus amurensis ingår i släktet Dolichopus och familjen styltflugor. Inga underarter finns listade i Catalogue of Life.